# HMS Phoenix (1879)
El HMS Phoenix fue una balandra de guerra de la clase Doterel de la Marina Real británica botada en 1879. Naufragó frente a la Isla del Príncipe Eduardo, Canadá, el 12 de septiembre de 1882.

## Hundimiento

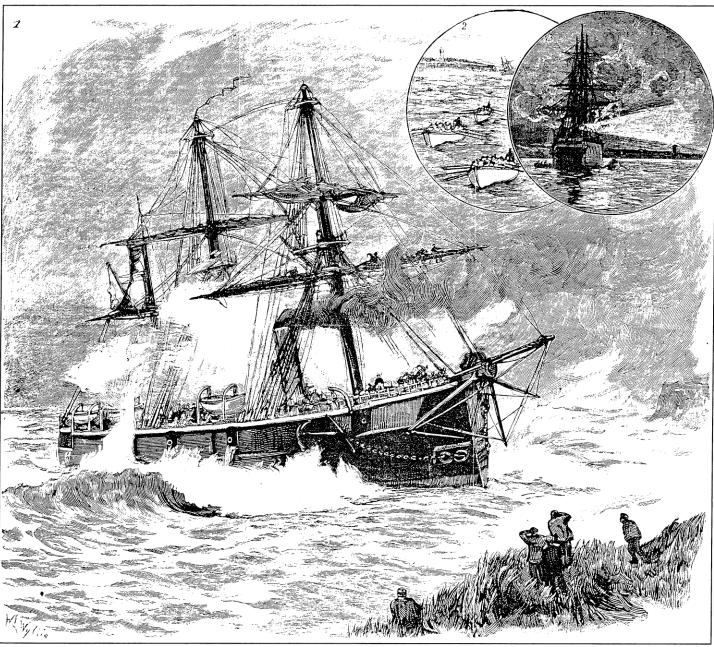
Pecio del Phoenix en East Point, Isla del Príncipe Eduardo.

El Phoenix salió de Gaspé, Quebec, en la mañana del 12 de septiembre de 1882, bajo el mando del comandante Hubert Grenfell. En compañía del Northampton, se dirigía a Canso, Nueva Escocia. El viento era un vendaval del noreste y el mar estaba cargado de ráfagas de lluvia. A medida que se acercaba a East Point desde el noroeste, con velas cortas y en la oscuridad, se consideró que la distancia hasta East Point Light era de 4 o 5 millas. De hecho, la distancia era engañosa, y con la corriente de marea que llevaba el barco hacia East Point a una velocidad de hasta 6 nudos (11 km/h), el barco fue arrastrado hacia el arrecife de East Point en una posición aproximada de 46 °28,5′N 61°58′W .

Las puertas estancas se cerraron inmediatamente y se convocó a todos los hombres para salvar el barco. Los marineros trabajaron con calma y sin confusión. Mientras chocaba fuertemente contra el arrecife, se levantó vapor, cuando de repente el poste de popa se rompió y la hélice cayó al mar. Entonces el capitán ordenó a parte de los hombres que construyeran una balsa, y el resto se dedicó a bombear, ya que el mar ya se había abierto camino hasta el fondo e inundó la sala de máquinas y los camarotes. The Graphic, Londres, 21 de octubre de 1882.

Se pasó todo el 13 de septiembre tratando de salvar el barco, pero el mar estaba demasiado agitado para que los barcos pudieran viajar entre el barco y tierra. El 14 de septiembre, 4 pescadores locales pudieron tomar un barco hacia el Phoenix, que ya estaba embarrancado en el arrecife y se inundó hasta la cubierta. Grenfell ordenó a los botes y balsas que se dirigieran a la orilla, y todos a bordo desembarcaron sanos y salvos.
Northampton fue llamada por telegrama desde Halifax y traída con ella por el contraalmirante Sir Francis Leopold McClintock, comandante en jefe de la estación de América del Norte y las Indias Occidentales. El tiempo siguió siendo malo y no fue hasta el 19 de septiembre que la compañía del barco Phoenix pudo embarcar. Con la ayuda de dos pequeños buques, Foam y Charger, se rescataron los cañones y el equipo pesado del Phoenix, pero estaba claro que el barco no podía reflotarse y los derechos de salvamento de los restos del naufragio se vendieron por 3.000 libras esterlinas.
La comisión de investigación concluyó que no se habían hecho esfuerzos suficientes para determinar el alcance de la luz y que los rumbos seguidos habían sido peligrosos. El comandante Grenfell recibió una severa reprimenda y despidió el barco. El teniente John Hill, el oficial de navegación, perdió un año de antigüedad y el artillero fue reprendido.
En diciembre de 1883, solo se podían ver unas pocas costillas en la marea baja, y los restos dispersos del naufragio ahora se encuentran a menos de 30 pies (9,1 m) de agua. Se puede bucear en los restos del naufragio, aunque las fuertes mareas hacen que la zona sea peligrosa para todos, excepto para los más experimentados.